# Pavocosa gallopavo
Pavocosa gallopavo är en spindelart som först beskrevs av Cândido Firmino de Mello-Leitão 1941.  
Pavocosa gallopavo ingår i släktet Pavocosa och familjen vargspindlar. Inga underarter finns listade i Catalogue of Life.